# Hermacha bicolor
Hermacha bicolor är en spindelart som först beskrevs av Pocock 1897.  Hermacha bicolor ingår i släktet Hermacha och familjen Nemesiidae. Inga underarter finns listade i Catalogue of Life.